# Indira Gandhi Athletic Stadium
Das Indira Gandhi Athletic Stadium (assamesisch ইন্দিৰা গান্ধী এথলেটিক ষ্টেডিয়াম, deutsch Indira Gandhi Leichtathletikstadion), auch bekannt als Sarusajai Stadium, ist ein Fußballstadion mit Leichtathletikanlage in Sarusajai im Süden der indischen Stadt Guwahati im nordöstlichen Bundesstaat Assam.

## Geschichte
Die 2007 eröffnete Anlage bot 35.000 Plätze. Benannt ist sie nach der Premierministerin Indira Gandhi (1917–1984). Neben der Austragung von Fußballspielen wird das Stadion zudem für Leichtathletikveranstaltungen genutzt. Es ist die Heimspielstätte des Fußball-Franchises NorthEast United FC aus der Indian Super League. 2007 wurden hier die 33. Nationalspiele von Indien sowie die U-17-Fußball-Weltmeisterschaft 2017 ausgetragen. Dafür wurde es komplett mit Sitzplätzen ausgestattet. Momentan fasst das Stadionrund 23.850 Zuschauer.
In den Zeiten der COVID-19-Pandemie wird das Gelände vom Bundesstaat als Quarantänezentrum und Notkrankenhaus genutzt.

## Länderspiele
Die indische Fußballnationalmannschaft bestritt bisher vier Partien im Indira Gandhi Athletic Stadium.
- 13. Nov. 2011:  Indien –  Malaysia 1:1 (Freundschaftsspiel)
- 12. Mär. 2015:  Indien –  Nepal 2:0 (Qualifikation zur WM 2018 / Qualifikation zur Asienmeisterschaft)
- 07. Juni 2016:  Indien –  Laos 6:1 (Qualifikation zur Asienmeisterschaft)
- 05. Sep. 2019:  Indien –  Oman 1:2 (Qualifikation zur WM 2022)